# Ommexecha gracilis
Ommexecha gracilis är en insektsart som beskrevs av Walker, F. 1870. Ommexecha gracilis ingår i släktet Ommexecha och familjen Ommexechidae. Inga underarter finns listade i Catalogue of Life.